# Grenzposten in Bogusch
Der Grenzposten in Bogusche, auch „Ostrokollnische Grenzsäule“ genannt, ist ein historisches Denkmal am Fluss Lyck zwischen Prostki und dem Dorf Bogusche in der polnischen Woiwodschaft Ermland-Masuren im Powiat Ełcki. Es war ein Grenzposten seit dem Jahr 1545.
Der einer kleinen Kapelle ähnelnde einzigartige Bau wurde in der Nähe der Furt durch den Lyck errichtet, wo die Grenzen des Königreichs Polen, des Großfürstentums Litauen und des herzoglichen Preußens zusammentrafen.

## Denkmal
Das Bauwerk mit fast quadratischer Grundfläche (1,75 m × 1,80 m), wurde aus Backstein errichtet, verputzt, hat einen hohen Sockel an der Basis und krönende, profilierte Gesimse. Im oberen Teil hat es einen dreieckigen Giebel und ein Satteldach, das mit Keramik- und Biberschwanzziegeln gedeckt ist. An der Vorderwand befinden sich die Kopien der früheren Wappen von Preußen und Litauen und eine rechteckige Tafel mit einer Inschrift.

## Geschichte

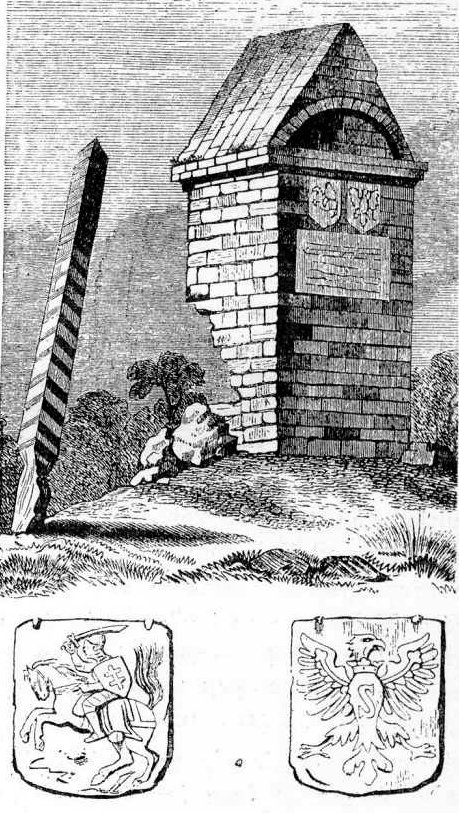
Ehemaliges Denkmal des litauisch-polnisch-preußischen Grenzübergangs in Bogusche am Lyck

Im 16. Jahrhundert wurde im waldreichen Südteil des herzoglichen Preußens aufgrund der Intensivierung der Besiedlung eine sorgfältige Grenzziehung erforderlich. Dazu wurden mehrere erfolglose Versuche in den Jahren 1529, 1532 und 1540 unternommen. 1545 bat der preußische Prinz Albrecht von Hohenzollern den polnischen König und den Großfürsten von Litauen, Sigismund Augustus, um die Einsetzung einer Grenzkommission. Mit dem Gesetz vom 19. März dieses Jahres stimmte der polnische König dem Beginn der Arbeiten zu. Im August 1545 trafen sich die Kommissionen von Preußen und Litauen in der Nähe des heutigen Dorfes Bogusche, um den Grenzverlauf von Preußen, Litauen und Polen hier zu markieren. In Erinnerung an dieses Treffen wurde ein Grenzpostenhaus mit den Wappen Litauens und Preußens und einer lateinischen Inschrift auf schwarzem Marmor an der Ostwand errichtet.
| Quando Sigismundus patriis Augustus in oris Primus et Albertus Marchio iura dabant, Ille Iagiellonis vetersque binominis urbes Hicque Borussorum pace regebat opes, Haec erecta fuit moles, quae limite fines Signat et amborum separat arva Ducum Anno MDXLV. Mense Augusto.„Als Siegmund August im Vaterland regierte und (zur gleichen Zeit) Markgraf Albert I sollte die Grenzlinie das Lande markieren und die Gebiete der beiden Könige des Jahres 1545 abgrenzen. Im Monat August“ |

1907 wurden die Wappentafeln von den Deutschen in das Preußische Museum in Königsberg verbracht und durch Kopien aus Sandstein ersetzt.
Es war ursprünglich ein Dreiländereck, wenn auch Litauen und Polen einen gemeinsamen Herrscher hatten. Es wurde aber mit Gründung von Polen-Litauen (1569–1795) zum Grenzposten mit Preußen.
Der Grenzposten wurde im Dezember 1964 unter Nr. 202 und am 13. Februar 1979 unter Nr. 11 als „Historisches Baudenkmal“ eingetragen.